# Elaeis oleifera
Elaeis oleifera är en enhjärtbladig växtart som först beskrevs av Carl Sigismund Kunth, och fick sitt nu gällande namn av Santiago Cortés. Elaeis oleifera ingår i släktet Elaeis och familjen palmer. Inga underarter finns listade i Catalogue of Life.
Palmen odlas för sina oljerika frukters skull. Ett full utbildat träd producerar varje år cirka 13 000 frukter som tillsammans har en vikt av cirka 25 kg. De innehåller 30 till 50 procent olja. Varje frukt väger mellan 8,5 och 12,8 g.